# Баньер-де-Люшон
Баньер-де-Люшон (фр. Bagnères-de-Luchon, окс. Banhèras de Luishon) — курортный посёлок во Франции (округ Сен-Годанс, департамент Верхняя Гаронна).
Посёлок знаменит геотермальными источниками, вода которых содержит большое количество сульфата натрия. Основной доход жители получают от лечебного и спортивного туризма.
Древнейшее сооружение (кромлех) в Люшоне относится к эпохе неолита. Первые упоминания об источниках появились в древнеримскую эпоху, вторично курорт открылся в XVIII веке. Среди отдыхающих были известные писатели и главы государств.
В селе есть романская церковь XII века и множество построек XVIII—XIX вв. Недалеко от него находится горный склон Сюпербаньер, популярный у лыжников.

## Города-побратимы
- Харрогейт
- Сиджес